# Będkowice (Sobótka)
Będkowice (deutsch Bankwitz; 1932–1945 Burghübel) ist ein Dorf in der Stadt- und Landgemeinde Sobótka (Zobten am Berge) in der Woiwodschaft Niederschlesien in Polen.

## Lage
Nachbarorte sind Strzegomiany (Striegelmühle) im Norden, Przezdrowice (Prschiedrowitz) im Nordosten und Księginice Małe (Klein Kniegnitz) im Osten. 

## Geschichte
Erstmals urkundlich erwähnt wurde „Bandcouice“ im Jahre 1209. 1546 ließ der damalige Grundherr Nickel von Gellhorn ein neues Wasserschloss errichten. Nach dem Ersten Schlesischen Krieg fiel Bankwitz mit dem größten Teil Schlesiens an Preußen. 1845 zählte der Ort im Besitz eines Grafen von Zedlitz-Leipe, 62 Häuser, zwei Vorwerke, 378 überwiegend evangelische Einwohner (33 katholisch), evangelische Kirche zu Klein-Kniegnitz, katholische Kirche zu Zobten, eine Wassermühle, eine Brauerei, 21 Leinwebstühle und andere Handwerker. Bis 1932 gehörte Bankwitz zum Landkreis Schweidnitz und danach bis 1945 zum Landkreis Breslau.
Als Folge des Zweiten Weltkriegs fiel Bankwitz mit fast ganz Schlesien 1945 an Polen. Nachfolgend wurde es in Będkowice umbenannt. Die deutsche Bevölkerung wurde – soweit sie nicht schon vorher geflohen war – vertrieben. Die neu angesiedelten Bewohner stammten teilweise aus Ostpolen, das an die Sowjetunion gefallen war. Von 1975 bis 1998 gehörte Będkowice zu Woiwodschaft Breslau.

## Sehenswürdigkeiten

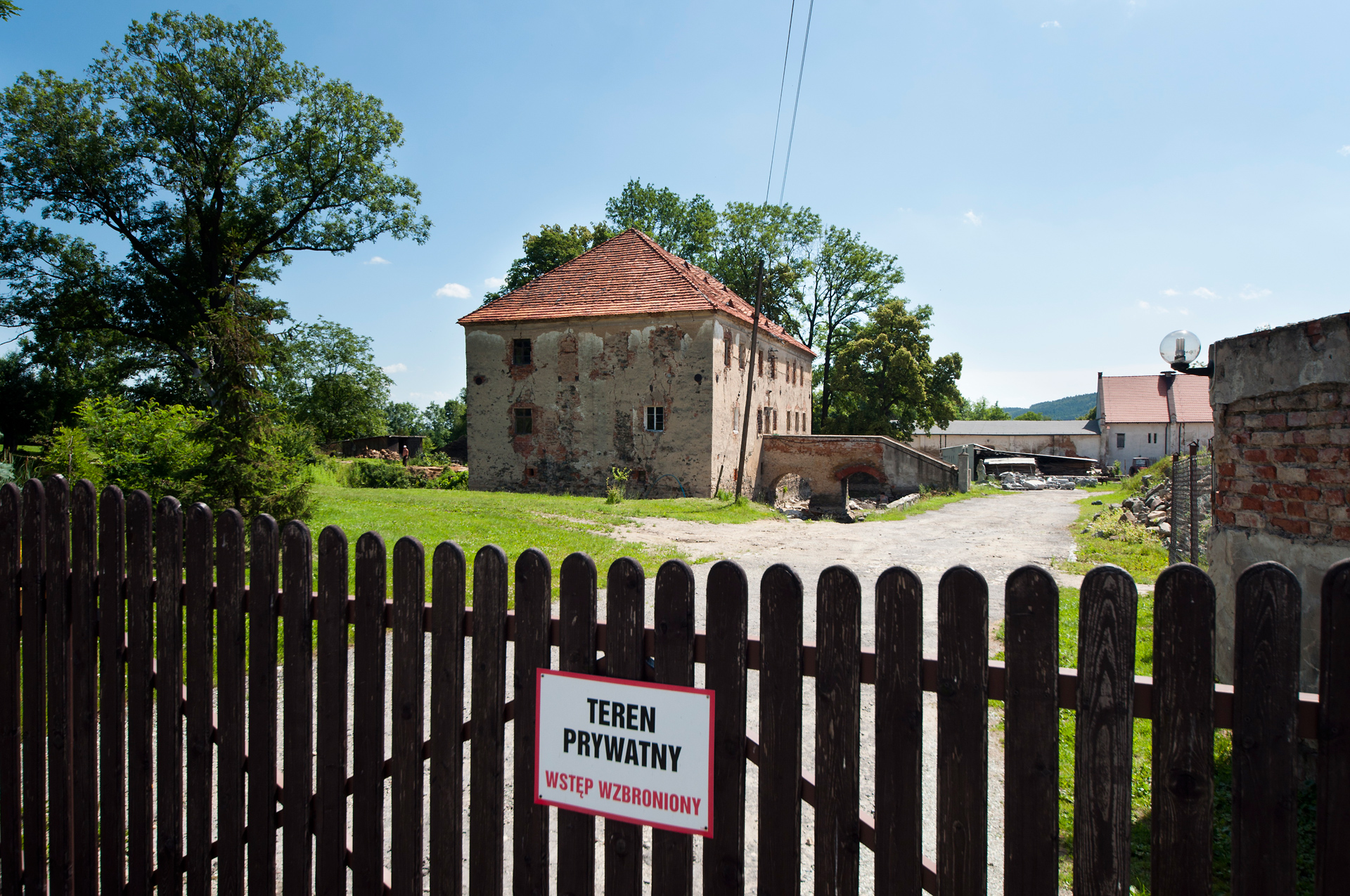
Das Wasserschloss

- Das Wasserschloss Das Wasserschloss wurde 1546 im Renaissance-Stil für Nickel von Gellhorn errichtet. Der zweistöckige Bau hat ein Walmdach und Fledermausgauben. Im Süden führt eine zweibogige Steinbrücke zu den Wirtschaftsgebäuden.
- Die Burg (Grodzisko) wurde von 10. bis 21. Jahrhundert gebaut und ist zum Teil rekonstruiert. Daneben ist ein Hügelgräberfeld aus dem Frühmittelalter.[3]